# Tunel Rafała Kalinowskiego w Krakowie
Tunel im. Św. Rafała Kalinowskiego – tunel drogowy na przedłużeniu ulicy Szlak w Krakowie, przebiegający pod Dworcem Głównym i w pobliżu Galerii Krakowskiej.
Tunel ma za zadanie odciążyć ruch na ulicach Lubicz i Basztowej. Oddany do użytku 15 maja 2007 roku jest częścią inwestycji nazwą Krakowskie Centrum Komunikacyjne.
Tunel nazwany jest imieniem św. Rafała Kalinowskiego.
Tunel ma długość 230 m, ma dwa pasy jezdni w obydwu kierunkach, a wybudowany został przez konsorcjum firm Budimex Dromex S.A oraz Ferrovial Agroman S.A.

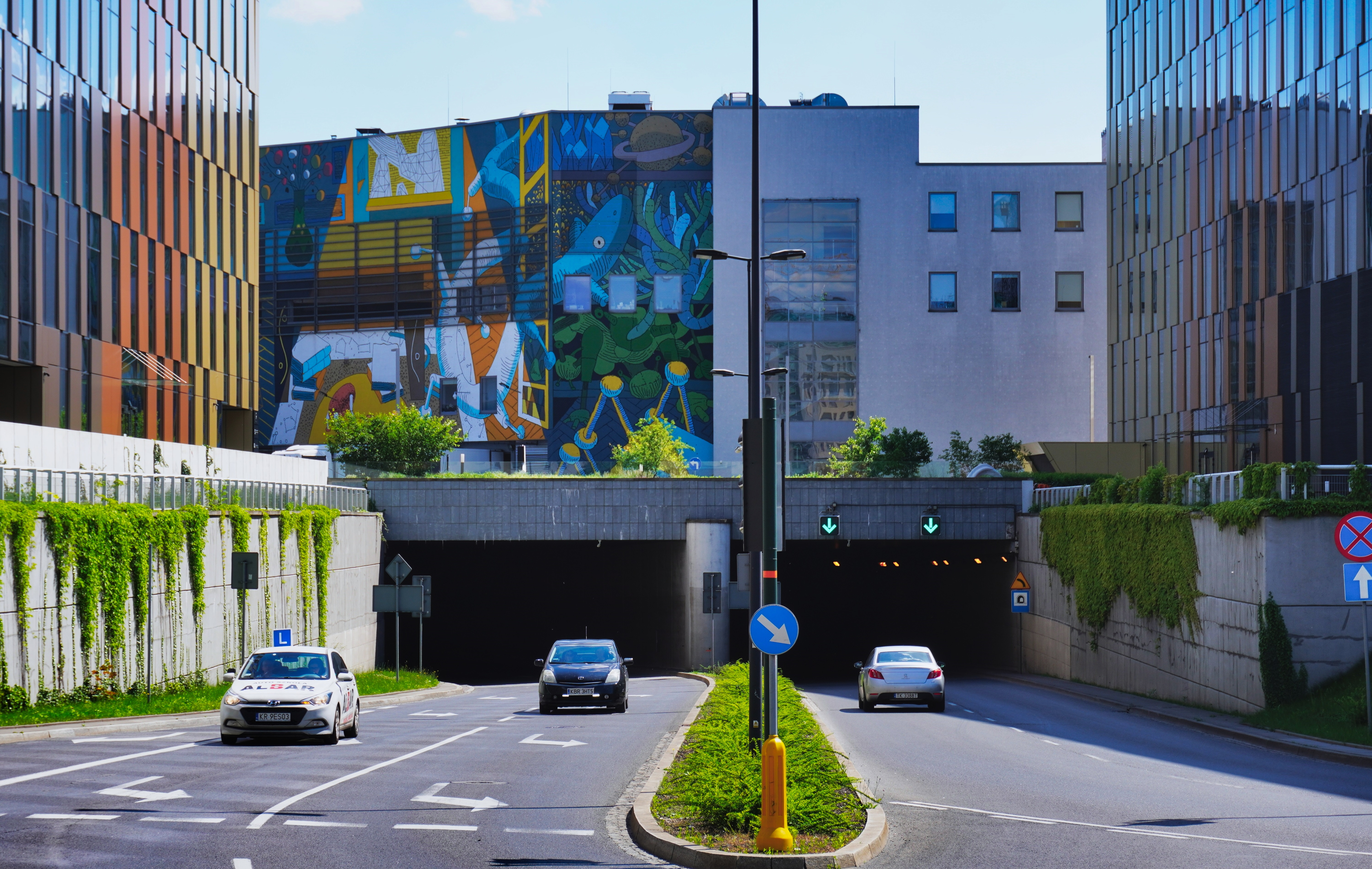
Wjazd do tunelu od strony ulicy Pawiej